# トム・モルドヴェイ
トム・モルドヴェイ（Tom Moldvay）（1949年－2007年3月9日）はゲームデザイナーかつ作家であり、最も注目に値する仕事は、ファンタジー・ロールプレイングゲーム、ダンジョンズ&ドラゴンズ（D&D）の初期における作品群であった。

## 経歴
TSR社の従業員として、モルドヴェイは画期的な冒険モジュール（例えばCastle Amber、The Isle of Dread、Palace of the Silver Princessの改訂版、Secret of the Slavers Stockade、すべて1981年出版）を執筆、もしくは共同執筆した。これらの中でX1 The Isle of Dreadは当時最も広く遊ばれたモジュールの1つであったため、これはD&Dエキスパート・ルール・セットに同梱された。
同じく1981年にモルドヴェイはD&Dベーシック・セットに、発行以来初めての大規模な改訂を行った。モルドヴェイの他のD&D用モジュールはThe Lost City（1982年）とTwilight Calling（1986年）がある。1980年から1988年の間、彼はドラゴン誌の記事もいくつか執筆した。ミスタラ・セッティング（これにはその後数年間のD&D製品のほとんどが組み込まれる）に存在する架空の都市Yavdlomはモルドヴェイへの敬意の証しである（Moldvayの逆さ読みがYavdlom）。
モルドヴェイはまたTSRのGangbustersロールプレイングゲームの共同執筆者を務め、TSRのStar Frontiersゲームの冒険を執筆し、アバロンヒルに出版されたゲームLords of Creationの周辺作品を展開させた。1985年に、彼はアーサー王伝説に基づく単発のゲーム「The Future King」を作成した。1986年に、彼はAD&Dのプレイヤーズハンドブックを8ページまでに本質的に簡素化して「Challenges Game System」を作成し、このシステムのために1つの冒険「Seren Ironhand」を出版した。オハイオ州のケント・ステート大学の学生であった1970年代の間、モルドヴェイは伝説的SFファン雑誌であるInfinite Dreamsの作家であった。
トム・モルドヴェイは2007年3月9日、58歳で亡くなった（情報源:オハイオ州サミット郡の検死官事務所）。
2007年のモルドヴェイの死後、スティーブ・ウィンターはThe Isle of Dreadを「最も広範囲な影響を持っていたトムの作品」、これがエキスパート・セットに同梱されたことが「これを長年の間最も広く知られ最も遊ばれた冒険にした」と述べた。